# Selección femenina de balonmano de los Estados Unidos
La Selección femenina de balonmano de la Estados Unidos es el equipo formado por jugadoras de nacionalidad Estadounidense que representa a la Selección de balonmano de los Estados Unidos en las competiciones internacionales organizadas por la Federación Internacional de Balonmano (IHF), Federación Panamericana de Balonmano (PATHF) o el Comité Olímpico Internacional (COI).

## Historial

### Juegos Olímpicos
| Juegos Olímpicos    |               |              |              |              |              |              |              |              |      |   |    |   |   |    |     |     |
| Año                 | Ronda         | Posición     | PJ           | PG           | PE           | PP           | GF           | GC           |      |   |    |   |   |    |     |     |
| Montreal 1976       | No clasificó  | No clasificó | No clasificó | No clasificó | No clasificó | No clasificó | No clasificó | No clasificó |      |   |    |   |   |    |     |     |
| Moscú 1980'         | No participó  | No participó | No participó | No participó | No participó | No participó | No participó | No participó |      |   |    |   |   |    |     |     |
| Los Ángeles 1984    | Primera Ronda | 4º           | 5            | 2            | 0            | 3            | 114          | 123          |      |   |    |   |   |    |     |     |
| Seúl 1988           | Primera Ronda | 6º           | 6            | 1            | 0            | 5            | 123          | 156          |      |   |    |   |   |    |     |     |
| Barcelona 1992      | Primera fase  | 5ª           | 4            | 1            | 0            | 3            | 72           | 102          |      |   |    |   |   |    |     |     |
| Atlanta 1996        | Primera fase  | 7ª           | 4            | 0            | 0            | 4            | 87           | 114          |      |   |    |   |   |    |     |     |
| Sídney 2000         | No clasificó  | No clasificó | No clasificó | No clasificó | No clasificó | No clasificó | No clasificó | No clasificó |      |   |    |   |   |    |     |     |
| Atenas 2004         | No clasificó  | No clasificó | No clasificó | No clasificó | No clasificó | No clasificó | No clasificó | No clasificó |      |   |    |   |   |    |     |     |
| Pekín 2008          | No clasificó  | No clasificó | No clasificó | No clasificó | No clasificó | No clasificó | No clasificó | No clasificó |      |   |    |   |   |    |     |     |
| Londres 2012        | No clasificó  | No clasificó | No clasificó | No clasificó | No clasificó | No clasificó | No clasificó | No clasificó |      |   |    |   |   |    |     |     |
| Río de Janeiro 2016 | No clasificó  | No clasificó | No clasificó | No clasificó | No clasificó | No clasificó | No clasificó | No clasificó |      |   |    |   |   |    |     |     |
| Tokio 2020          | No clasificó  | No clasificó | No clasificó | No clasificó | No clasificó | No clasificó | No clasificó | No clasificó |      |   |    |   |   |    |     |     |
| París 2024          | No clasificó  | No clasificó | No clasificó | No clasificó | No clasificó | No clasificó | No clasificó | No clasificó |      |   |    |   |   |    |     |     |
| Total               | No clasificó  | No clasificó | No clasificó | No clasificó | No clasificó | No clasificó | No clasificó | No clasificó | 4/13 | - | 19 | 4 | 0 | 15 | 396 | 495 |

### Campeonato Mundial de Balonmano
- 1975: 11.ª plaza[1]
- 1982: 11.ª plaza
- 1986: 16.ª plaza
- 1993: 12.ª plaza
- 1995: 17.ª plaza